# Arthur Symons
Pour les articles homonymes, voir Symons.
Arthur William Symons, né le 28 février 1865 à Milford Haven (Pays de Galles) et mort le 22 janvier 1945, est un poète, essayiste, critique d'art, et traducteur britannique.

## Biographie
Arthur Symons est le fils d'un pasteur originaire de Cornouailles, qui lui prodigue dans un premier temps une éducation privée. Le jeune-homme est très tôt déterminé à devenir écrivain. En étudiant libre, il fréquente l'université d'Oxford, et suit les cours de Walter Pater dont le modèle critique et esthétique aura sur lui une influence déterminante.
Très jeune, il se rend à Londres, passionné de livres anciens et de poésie. En 1884-1886, il travaille pour l'éditeur Bernard Quaritch (en), un spécialiste de l'histoire de l'édition, qui souhaitait produire les Shakespeare Quarto Facsimiles, c'est-à-dire la réimpression à l'identique des premières éditions des œuvres de William Shakespeare. Les trois années qui suivent, Symons travaille de même sur, cette fois, l'édition établie par Henry Irving de sept pièces de Shakespeare. Entre-temps, il fait paraître son premier ouvrage, un essai sur le poète Robert Browning (1886), puis deux études annotées, sur Leigh Hunt et Philip Massinger (1887), pour le compte de Havelock Ellis. Il collabore à l'Universal Review.
En 1889, il publie son premier recueil de poésie, Days and Nights, très marqués par Charles Baudelaire, Stéphane Mallarmé et Paul Verlaine ; avec ce dernier, qui le traduira en français, Symons établira une correspondance assidue. Plus tard, Symons traduira ces trois poètes en anglais. En 1891, Symons devient correspondant pour la revue Athenaeum dirigée par Norman MacColl (en). Il écrit également pour la Saturday Review (1894) où il croise Frank Harris et Oscar Wilde, ainsi que pour The Bibelot (en), Le Magazine international (1894-1897). C'est à cette époque qu'il intègre l'équipe éditoriale de The Yellow Book, revue littéraire qui va marquer cette décennie. Symons produit toujours plus de poèmes, adhérant au Rhymers’ Club (en) où se retrouvent entre autres William Butler Yeats, Ernest Rhys (en), George Moore, Lionel Johnson (en), Richard Le Gallienne et Ernest Dowson. En 1896, Aubrey Beardsley, Leonard Smithers et lui décident de fonder leur propre revue, The Savoy ; le scandale les rattrape quand Symons souhaite faire redécouvrir au public l’œuvre de William Blake, provoquant une polémique auprès des librairies conservatrices Smith and Son, qui refusèrent de distribuer la revue. L'éditeur Leonard Smithers est connu des services de police pour publier des ouvrages licencieux. Symons fréquente l'Hotel Café Royal (en) de Londres, qui est à cette époque le rendez-vous des artistes, poètes, acteurs, excentriques et demi-mondaines : son recueil London Nights (1895) en traduit bien l'atmosphère particulière.
Symons consommait des stupéfiants : entre 1889 et 1895, John Addington Symonds, Ernest Dowson, et quelques-unes de leurs amies danseuses fumèrent du hashish durant un après-midi dans son domicile, situé à Fountain Court. Il publiera d'ailleurs dans Vanity Fair en 1918, « The Gateway to an Artificial Paradise: The Effects of Hashish and Opium Compared », à propos des Paradis artificiels de Charles Baudelaire. En 1898, il est marqué par la mort de Beardsley auquel il rendra hommage, devenant le premier essayiste spécialiste de cet artiste.
En 1892, The Minister's Call, sa première pièce de théâtre, est créée à l'Independent Theatre Society, un théâtre privé, afin d'éviter la censure.
Rédacteur pour la The Fortnightly Review (en) et The Dome, Symons devient très tôt un véritable expert de la littérature française fin-de-siècle, que l'on rattache au décadentisme : il correspond avec Remy de Gourmont et il tente de faire connaître auprès du public britannique des auteurs comme Mallarmé, Joris-Karl Huysmans ou Émile Zola ; son article intitulé « The Decadent Movement in Literature » publié dans le magazine Harper’s en novembre 1893, démontre qu'il était au fait de l'avant-garde littéraire. En 1899, il publie l'essai The Symbolist Movement in Literature qui est le premier ouvrage à parler du symbolisme et qui aura un impact profond sur l'évolution littéraire outre-manche, entre autres sur Yeats et T.S. Eliot. Il promeut l'œuvre de Sarojini Naidu (1905).
Après avoir connu une certaine célébrité au sein de la société londonienne, l'écrivain est victime en 1909-1910 d'une série d'attaques cérébrales qui nécessite un long traitement. Il se rétablit peu avant le début de la Première Guerre mondiale mais éprouvera au cours des années 1920 de grosses difficultés, ce qui ne l'empêcha nullement de produire un grand nombre d'écrits. En 1930, il revient sur cet épisode avec A Study in Pathology.
Tout à la fois poète, dramaturge, essayiste, critique et francophile, il traduit en anglais les œuvres de Guy de Maupassant, Émile Zola, Paul Verlaine, Charles Baudelaire, Émile Verhaeren, ou Stéphane Mallarmé. On lui doit aussi des traductions de Gabriele D'Annunzio. Il fut aussi l'un des premiers à reconnaître en Joseph Conrad un romancier capital et l'éditeur du premier ouvrage de James Joyce (Chamber Music, Charles Elkin Mathews, 1907).
Plusieurs portraits peints de lui existent, dont un exécuté par Jacques-Émile Blanche (cir. 1895), un autre par Rudolf Helmut Sauter (1935, National Portrait Gallery).
En 2000, Arnaud Desplechin adapte sa nouvelle Esther Kahn au cinéma, tirée du recueil Spiritual Adventures (1905).

## Œuvres
Arthur Symons a travaillé avec les plus grands éditeurs anglo-saxons de son temps. Outre de nombreux recueils de poésie et des pièces de théâtre publiés entre 1889 et 1931, on compte parmi ses essais et recueils en prose les titres suivants :
- An Introduction to the Study of Browning , Londres, Cassell & Company, 1886
- London Nights, Londres, Leonard Smithers, 1895
- Aubrey Beardsley, Londres, At The Sign Of The Unicorn, 1898 ; réédition 1905 Aubrey Beardsley, traduit par Jack Cohen, Edouard et Louis Thomas, Paris, Floury, 1906
- The Symbolist Movement in Literature, Londres, William Heinemann, 1899 ; réédition en 1908 et 1919
- A Sixteenth Century Anthology, Londres, Blackie & Son Ltd., 1900
- Plays, acting and music: a book of theory, Londres, Duckworth, 1903 ; réédition 1909
- Cities, London, J. M. Dent & co., 1903
- Henry de Groux, Londres, Virtue & Co, 1904
- Studies in Prose and Verse, Londres, J.M. Dent, 1904
- Spiritual Adventures, nouvelles, A. Constable Limited, 1905 Aventures spirituelles, traduit par Pierre Leyris, Paris, Mercure de France, coll. « Domaine anglis », 1964 ; réédition partielle du recueil (sont seules retenues les nouvelles Esther Kahn, suivi de Seaward Lackland et de Prélude à la vie, avec une préface d'Arnaud Desplechin, Paris, Mercure de France, 2000  (ISBN 2-7152-2217-3)  Esther Kahn, nouvelle traduite par Marie Picard, Paris, Éditions Sillage, 2019  (ISBN 979-10-91896-93-1)
- William Blake, Londres, Archibald Constable, 1907
- (fr) Dante Gabriel Rossetti, collection L'Art et le beau, IVe année, n° 2, 1912[9]
- Figures of Several Centuries, Londres, A. Constable, 1916
- Cities and Sea-Coasts and Islands, Londres, W. Collins, 1918
- Colour Studies in Paris, Londres, Chapman & Hall, 1918
- The Art of Aubrey Beardsley, collection The Modern Library, New York, Boni & Liveright, 1918
- Charles Baudelaire: A Study, New York, E. P. Dutton, 1920
- The Café Royal and other Essays, illustré par Randolphe Schwabe, Westminster, Beaumont Press, 1923
- Parisian Nights. A Book of Essays, illustré par Wyndham Payne, Westminster, Beaumont Press, 1926
- A Study of Thomas Hardy, Londres, Charles J. Sawyer, 1927
- Eleonora Duse: A Biography, New York, Duffield, 1927
- From Toulouse-Lautrec to Rodin: With Some Personal Impressions, Londres, The Bodley Head, 1929
- A Study of Oscar Wilde, Londres, Charles J. Sawyer, 1930[10].
- Confessions: A Study in Pathology , New York, The Fountain Press, 1930 ; réédition Jonathan Cape & Harrison Smith, 1930 Confessions : essai en pathologie, traduit par Véronique Béghain, Toulouse, Ombres, coll. « Domaine privé », 1990  (ISBN 2-905964-37-5)
- Wanderings, illustré par G. E. Chambers, Londres, J.M. Dent and Sons, 1931
- A Study of Walter Pater, Londres, Charles J. Sawyer, 1932

### Œuvre traduite en français
- Journal de Henry Luxulyan, traduit par Frédéric Roger-Cornaz, Paris, Simon Kra, coll. « Carnets littéraires - Série cosmopolite », 1928

## Adaptation cinématographique
- 2000 : Esther Kahn, film français et anglais réalisé par Arnaud Desplechin, d'après la nouvelle du même titre